# Finnat Már
Finnat Már (i.e: le Grand, son nom est ensuite interprété en Innatmar, Ionnadmhar) fils de Nia Segamain, est selon les légendes médiévales et la tradition pseudo-historique irlandaise un Ard ri Erenn.

## Règne
Finnat Már accède au trône après la mort de Rudraige mac Sithrigi tué par la peste mais après un règne de 1 an, 3 ans (F.F.E.) ou 9 ans (A.F.M.) il est tué par le fils Rudraige Bresal Bó-Díbad qui devient Haut roi.
Son fils Lugaid Luaigne sera ensuite également un « Haut Roi ».
Le Lebor Gabála Érenn synchronise son règne avec celui Ptolémée X Alexandre Ier (110-88 av J.-C.) en Égypte Ptolémaïque. La chronologie  Geoffrey Keating Foras Feasa ar Éirinn date son règne de 154-151 av. J.-C.. et les Annales des quatre maîtres  de 219-210 av. J.-C. .

## Source
- (en) Cet article est partiellement ou en totalité issu de l’article de Wikipédia en anglais intitulé « Finnat Már » (voir la liste des auteurs), édition du 1 avril 2012.